# Ora esisti solo tu
Ora esisti solo tu è un brano della cantante italiana Bianca Atzei, presentato in gara durante la 67ª edizione del Festival di Sanremo 2017 arrivando alla serata finale e piazzandosi al nono posto.

## Descrizione
Come dichiarato dalla stessa artista, la canzone, scritta da Francesco Silvestre, frontman dei Modà, è ispirata alla storia d'amore di Bianca Atzei con Max Biaggi, al tempo compagno dell'artista.
Una versione acustica del brano, cantata insieme all'autore, Kekko Silvestre, è inclusa nell'album Veronica del 2022.

## Video musicale
Il videoclip del brano è stato pubblicato l'8 febbraio 2017. Protagonisti sono la stessa Bianca e, in sella a una versione speciale della Moto Guzzi V9 "Silver Knight" di OMT Garage, l'ex fidanzato Max Biaggi.

## Successo commerciale
Dopo il suo esordio alla posizione 21 della Top Singoli e la permanenza nelle varie classifiche digitali e streaming per diverse settimane, la FIMI certifica il singolo disco d'oro (25.000+) per le vendite in data 8 maggio 2017.

## Classifiche
| Classifica (2017) | Posizione massima |
| ----------------- | ----------------- |
| Italia            | 21                |

## Libro
La canzone ha ispirato il romanzo "Ora esisti solo tu - Una storia d'amore" firmato dalla stessa Bianca Atzei e pubblicato il 19 maggio 2017 da Ugo Mursia Editore per il progetto Leggi Rtl 102.5. La protagonista del romanzo è la stessa Bianca che incontra attraverso una lettera manoscritta una fan, Laura, che le affida con amicizia la sua storia di inferno e rinascita.